# Jacques Arnaud
Jacques Auguste Eugène Arnaud (1918-1990) est un peintre et un enseignant français. Il se rattache à l'art moderne. Il est le père de Dominique Arnaud (art contemporain).

## Biographie
Jacques Auguste Eugène Arnaud, né le 26 décembre 1918 à Montpellier (Hérault), peintre et enseignant français. Il fait ses études artistiques à l’École des Beaux Arts de Montpellier avant de les poursuivre à Paris. Il se lie d’amitié avec Pierre Soulages et César Baldaccini, dit César.
Jacques Arnaud a vécu en Tunisie de 1948 à 1970. Sociétaire du Salon d'Automne (Paris 1951), Prix Le Franc (Paris 1951), boursier du Prix Félix Fénéon (Paris 1952), Prix du Salon tunisien (Tunis 1955), Sociétaire de l’Institut de Carthage (Tunis 1964), réalisations pour le Un pour cent : fresque de l’Hôtel des Postes de Sousse et de l’Église de la Goulette. Membre fondateur de l’École de Tunis. Professeur à l’École des Beaux Arts de Tunis (1960-1969).

## Son œuvre
Très tôt, Jacques Arnaud manifeste dans son art un goût pour les grandes figures largement construites. Il compose de robustes marines dont les éléments : phares, cargos, grues… donnent un aspect synthétique à ses œuvres. Son cheminement le conduit vers une figuration libre marquée par une très grande sensibilité à la lumière.

## Critiques d'art
« (…) la mer, la femme, chacune chargée de ses propres symboles, s’entrelacent et dominent dans l’œuvre de ce peintre sans le moindre danger de littérature, ni d’ésotérisme, au-delà de la vaine classification abstrait-concret et ceci grâce à la sensualité d’un métier assez paradoxal » (Al Wardi, L’Action, Tunis, 1966).

## Expositions
Expositions collectives et individuelles :
- XXe Exposition artistique de l’Afrique française (Constantine, 1953) ;
- Exposition du Groupe Montpellier-Sète au Musée Fabre (Montpellier, 1956) ;
- Galerie Suillerot (Paris, 1957) ;
- Biennale de Menton (1955, 1957) ;
- Galerie Frédéric Bazille (Montpellier, 1971) ;
- Musée Paul Valéry (Sète, 1972) ;
- Galerie Daniel Kuentz (Montpellier, 1979).

Jacques Arnaud expose en compagnie de François Desnoyer, Maurice Sarthou et André Lhote.

## Collections
Œuvres dans les Musées et Collections particulières : France, Afrique du Nord, États-Unis, Italie et Allemagne.